# Virbia endophaea
Virbia endophaea là một loài bướm đêm thuộc phân họ Arctiinae, họ Erebidae.